# Aderus pendleburyi
Aderus pendleburyi is een keversoort uit de familie schijnsnoerhalskevers (Aderidae). De wetenschappelijke naam van de soort werd in 1945 gepubliceerd door Maurice Pic.